# Jerzy Baworowski
Jerzy Erazm Tomasz Baworowski h. Prus II (ur. 29 grudnia 1870 w Płotyczu, zm. 6 września 1933 we Lwowie) – polski polityk, poseł, ziemianin, szambelan austriacki, kawaler maltański, honorowy obywatel Trembowli.

## Życiorys
Syn hrabiego Władysława Baworowskiego (1841–1917) szambelana cesarskiego i Marii Korytowskiej damy austriackiego Krzyża Gwiaździstego. W 1888 jako prywatysta zdał chlubnie egzamin dojrzałości w C.K. I Gimnazjum w Tarnopolu. Studiował prawo w Wiedniu. Po studiach zajął się rodzinnymi majątkami. Został prezesem Rady Powiatowej Kasy Oszczędności w Trembowli, Rady Nadzorczej Galicyjskiego Banku Hipotecznego. W latach 1901–1913 był posłem do Sejmu Krajowego Galicji VIII, IX, wybierany w okręgu Trembowla. W latach 1911–1918 był posłem do Rady Państwa w Wiedniu. W listopadzie 1918 został członkiem Polskiej Komisji Likwidacyjnej w Krakowie. W czasie wojny polsko-bolszewickiej w 1920 był zastępcą członka Rady Obrony Państwa Po odzyskaniu przez Polskę niepodległości został wybrany posłem na Sejm Ustawodawczy (1919–1922), po czym zasiadł w Klubie Pracy Konstytucyjnej. Był kawalerem Związku Polskich Kawalerów Maltańskich.
Zmarł we Lwowie. Pochowany został w Bołożynowie.

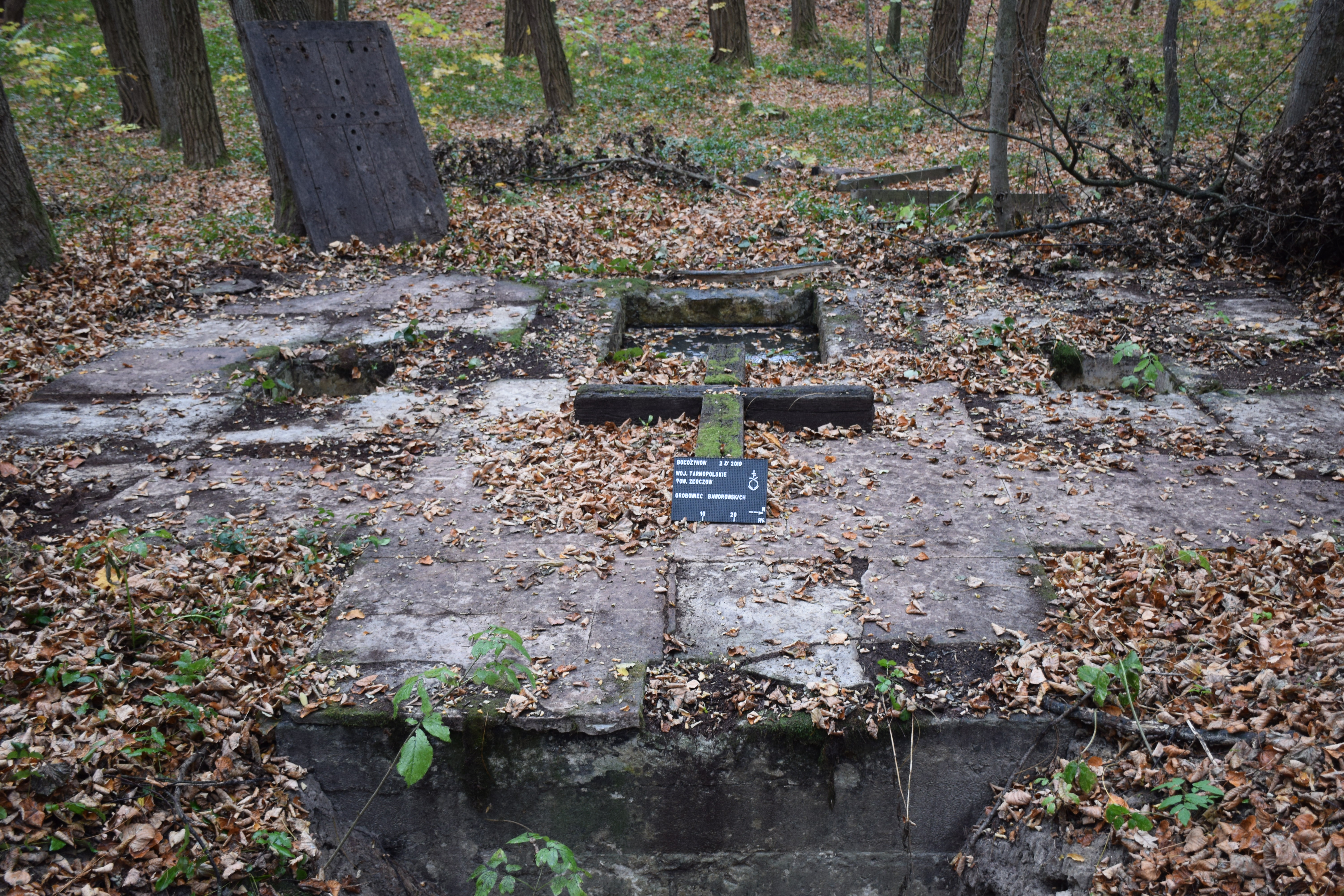
Grobowiec Baworowskich w Bołożynowie-Lenii. Miejsce spoczynku Jerzego Erazma i jego syna Stefana

## Ordery i odznaczenie
- Krzyż Komandorski Orderu Odrodzenia Polski (10 listopada 1928)[5][6]